# NetCall
NetCall — приложение для мобильных устройств (версии на Java, для Windows Phone 7, для Android и Simbian устройств, iPhone), которое позволяет осуществлять звонки по технологии VoIP на телефонные номера в другие города и страны. Тарификация вызовов осуществляется по тарифам Sipnet.
Звонки в программе осуществляются в режиме Callback. То есть при телефонном вызове с мобильного устройства программа NetCall отправляет запрос на соединение (через GPRS или SMS в систему Sipnet), после чего пользователь принимает уже входящий звонок, после чего происходит соединение абонентов.
Реально тарифы NetCall получаются выше тарифов Sipnet по причине необходимости при каждом телефонном соединении совершать два звонка: на сотовый или городской телефон вызывающего абонента и на телефон вызываемого абонента.

## Особенности NetCall
- соединение мобильного устройства с другим телефонным номером происходит по схеме двухплечевого вызова по технологии Callback — входящие вызовы приходят одновременно на два телефона, тариф рассчитывается как сумма двух направлений: <Первый номер — Москва>  +  <Второй номер — Москва>;
- доступ в Интернет необходим только на время отправки заявки на соединение;
- передача запроса на соединение осуществляется по протоколам GPRS / EDGE / 3G / Wi-Fi;
- просмотр истории звонков, с возможностью инициализации нового вызова из списка истории;
- контроль баланса счёта Sipnet;
- пополнение счёта непосредственно с мобильного телефона, в том числе с банковской карты, получение беспроцентного кредита для оплаты услуг;
- поиск по адресной книге телефона;
- звонки с мобильного телефона всем абонентам Skype и Sipnet;
- экспорт контактов с мобильного телефона в Личный кабинет Sipnet и программный телефон Sippoint;
- бесплатная функция АнтиАОН;
- поддержка нескольких языков.